# Zwartsprietfluweelloper
De zwartsprietfluweelloper of zwartsprietzijdeloopkever (Chlaenius nigricornis) is een keversoort uit de familie van de loopkevers (Carabidae). De wetenschappelijke naam van de soort werd in 1787 gepubliceerd door Johann Christian Fabricius. Door Fauna Europaea wordt de soort in het geslacht Chlaeniellus geplaatst.